# Joe Francis
Joseph R. "Joe" Francis, född 1 april 1973 i Atlanta, Georgia, är en amerikansk företagare. Han har skapat mjukporrimperiet Girls Gone Wild.